# Kasper (Familienname)
Kasper ist ein deutscher Familienname.

## Herkunft und Bedeutung
Kasper ist eine Variante zum Vornamen Kaspar. Zu näheren Informationen siehe dort.

## Namensträger
- Alexander Kasper (* 1994), kasachischer Sprinter
- Alfons Kasper (1895–1986), deutscher Kunsthistoriker, Autor und Verleger
- Andreas Kasper (* 1975), deutscher Jurist und Kommunalpolitiker (CDU)
- Carlos Kasper (* 1994), deutscher Politiker (SPD), MdB
- David Kasper, US-amerikanischer Dokumentarfilmer
- Dennis Kasper (* 1943), US-amerikanischer Mikrobiologe und Immunologe
- Ernst Kasper (1935–2008), deutscher Architekt und Hochschullehrer
- Franz Kasper, deutscher Musiker und Songwriter
- Gian Franco Kasper (1944–2021), Schweizer Sportfunktionär
- Hanns-Heinz Kasper (1925–1999), deutscher Lokalpolitiker, Wirtschaftshistoriker und Museologe
- Hans Kasper (Autor) (1916–1990), deutscher Schriftsteller
- Hans Kasper (Politiker) (1939–2023), deutscher Politiker (SPD)
- Hanspeter Kasper (1945–1974), Schweizer Skilangläufer
- Hartmut Kasper (* 1959), deutscher Science-Fiction-Autor
- Heinrich Kasper (* 1932), deutscher Mediziner und Ernährungswissenschaftler
- Ingrid Kasper (* 1974), deutsche Chordirigentin, Organistin und Kantorin
- Jan Kasper (1932–2005), tschechoslowakischer Eishockeyspieler
- Judith Kasper (* 1970), deutsche Literaturwissenschaftlerin und Hochschullehrerin
- Karlheinz Kasper (* 1933), deutscher Slawist und Sprachwissenschaftler
- Kirsten Kasper (* 1991), US-amerikanische Triathletin
- Kurt Kasper (1938–2006), deutscher römisch-katholischer Geistlicher und Ordensoberer der Redemptoristen
- Ludwig Kasper (1893–1945), österreichischer Bildhauer
- Lutz Kasper (* 1964), deutscher Physiker und Hochschullehrer
- Lydia Prenner-Kasper (* 1982), österreichische Kabarettistin
- Macky Kasper (1922–1968), deutscher Jazz- und Unterhaltungsmusiker
- Manuela Kasper-Claridge (* 1959), deutsche Journalistin
- Maria Katharina Kasper (1820–1898), deutsche Ordensgründerin
- Marco Kasper (* 2004), österreichischer Eishockeyspieler
- Max Kasper (1934–2008), Schweizer Architekt
- Michael Kasper (Historiker, 1960) (1960–2015), deutscher Historiker und Philologe
- Michael Kasper (Historiker, 1980) (* 1980), österreichischer Historiker, Archivar und Museumsleiter
- Nadine Kasper (* 1980), österreichische Politikerin (GRÜNE)
- Nolan Kasper (* 1989), US-amerikanischer Skiläufer
- Oliver Kasper (* 1967), deutscher Eishockeyspieler
- Otto Kasper (* 1954), deutscher Fotograf und Autor
- Peter Kasper (Widerstandskämpfer) (1907–1939), deutscher Widerstandskämpfer
- Peter Kasper (Eishockeyspieler) (* 1974), österreichischer Eishockeyspieler
- Peter Kasper (Volleyballspieler) (* 1985), slowakischer Volleyballspieler
- Reimund Kasper (Künstler) (* 1947), deutscher Künstler
- Reimund Kasper (* 1957), deutscher Politiker (SPD)
- Richard Kasper (1932–2019), deutscher Politiker (SPD)
- Romy Kasper (* 1988), deutsche Radrennfahrerin
- Rudolf Kasper (1896–1947), nationalsozialistischer Gewerkschaftsführer
- Siegfried Kasper (Richter) (* 1940), deutscher Richter
- Siegfried Kasper (Mediziner) (* 1950), österreichischer Psychiater
- Simon Kasper (* 1981), deutscher Germanist
- Stefan Kasper (* 1988), deutscher Snookerspieler
- Steve Kasper (* 1961), kanadischer Eishockeyspieler und -trainer
- Thomas Kasper (* 1963), deutscher Filmemacher
- Tim Kasper (* 1992), deutscher Filmemacher und Basketballspieler
- Vanessa Kasper (* 1996), Schweizer Skirennläuferin
- Walter Kasper (* 1933), deutscher Kurienkardinal
- Wilhelm Kasper (1892–1985), deutscher kommunistischer Politiker